# František Švantner
František Švantner (Bystrá, 29 gennaio 1912 – Praga, 13 ottobre 1950) è stato uno scrittore slovacco.

## Biografia
Nacque in una famiglia di modesta condizione, il padre Leopold era operaio. Ricevette la prima educazione nel paese natale, in seguito a Podbrezová e alle scuole magistrali di Banská Bystrica (1929-1933). Nel 1940 ottenne l'abilitazione all'insegnamento della lingua slovacca, della storia e della geografia presso le scuole comunali. Infatti, dopo aver completato gli studi, lavorò come insegnante in diverse scuole slovacche (Mýto pod Ďumbierom (1933-1940), Podbrezová (1940-1945).
Nel 1944 prese parte all'Insurrezione nazionale slovacca, fu segretario del comitato insurrezionale di Bystrá, ispettore scolastico a Hronský Beňadik e dal 1º settembre 1950 direttore scolastico a Hronov pri Banskej Bystrici (oggi Brusno). Lavorò anche nell'organizzazione locale della Matica slovenská, dove fu membro della sezione istruzione. Divenne membro della sezione letteraria della Conferenza artistica slovacca (Umelecká beseda slovenská), capo del collettivo del cinema e ispettore dell'istruzione. 
Morì di tumore cerebrale in un ospedale di Praga.

## Attività
Iniziò a scrivere quando frequentava le scuole magistrali, quando pubblicò il suo primo racconto sul giornale Svojeť. Nella sua attività attinse soprattutto dai miti arcaici e dalle ballate popolari. Grande influenza ebbero su di lui Émile Zola, Victor Hugo, Charles Ferdinand Ramuz, Fëdor Michajlovič Dostoevskij, e fra gli autori slovacchi Margita Figuli, Ľudo Ondrejov e Dobroslav Chrobák, ma studiò anche l'opera di Edgar Allan Poe. Nella sua produzione celebra la natura e la vita naturale, sfrutta il naturalismo e il lirismo, presenta elementi irrazionali e fantastici, ma anche sensuali ed erotici, ma soprattutto indaga il confine fra la vita e la morte. Illustra anche le motivazioni psicologiche, sociali e di attualità degli eventi e del comportamento dei personaggi.

## Opere

### Libri
- 1933 - Výpoveď, racconto (pubblicata sul giornale Svojeť)
- 1942 - Malka, novelle
- 1946 - Nevesta hôľ, romanzo
- 1956 - Život bez konca ("Vita senza fine"), romanzo (postumo)
- 1958-1962 - Dielo 1-2
- 1966 - Dáma, raccolta delle novelle Dáma, Sedliak, Kňaz, List, Ľudská hra, con testo a fronte in ceco Tvář v rose

### Adattamenti televisivi
- 1966 - Stretnutie
- 1968 - Dáma
- 1968 - Sedliak
- 1969 - Malka
- 1971 - Nevesta hôľ, film
- 1983 - Život bez konca, serial

## Riconoscimenti
Nel 1947 vinse il premio di Natale della Matica slovenská per il romanzo Nevesta hôľ.